# T-kimura
t-kimura, de son vrai nom Takashi Kimura (木村貴志, Kimura Takashi), né le 25 janvier 1968, est un claviériste, guitariste, bassiste, producteur et compositeur japonais, particulièrement connu pour ses groupes de J-pop Favorite Blue (1996-2000) et m.o.v.e, formé en parallèle à Favorite Blue en 1997.